# Арі-Тешшуп
Арі-Тешшуп (д/н — 1313) — володар царства Амурру в 1315—1313 роках до н. е.

## Життєпис
Син царя Азіру. Ймовірно, ще за життя батька став його співволодарем. Успадкував трон близько 1315 року до н. е. В цей час Єгипет на чолі з фараоном Хоремхебом поновив активну політику в Передній Азії. Під впливом успіхів єгиптян або з інших причин спільно з Архальбу II, царем Угариту, почав повстання проти хеттського панування. Втім 1313 року до н. е. зазнав поразки й загинув або Арі-Тешшуп заслано у власне хеттські землі. Новим царем Амурру поставлено сина попередника — Дуппі-Тешшупа, що визнав зверхність хеттів.